# Fotograf Polski
Fotograf Polski – polski ilustrowany miesięcznik o tematyce fotograficznej, wydawany w Warszawie w latach 1925–1939.

## Historia
Fotograf Polski był kontynuacją Fotografa Warszawskiego, którego istnienie przerwał wybuch I wojny światowej – w 1914 roku. Był czasopismem (miesięcznikiem) wydawanym staraniem ówczesnego Polskiego Towarzystwa Miłośników Fotografii, późniejszego (od 1931) Polskiego Towarzystwa Fotograficznego. Czasopismo było równocześnie agendą Stowarzyszenia Fotografów Zawodowych w Warszawie oraz Cechu Przymusowego (województwo poznańskie). W późniejszym czasie Fotograf Polski stał się również agendą Klubu Miłośników Fotografii w Łodzi, Lwowskiego Towarzystwa Fotograficznego, Stowarzyszenia Fotografów Wielkopolskich oraz innych pomniejszych stowarzyszeń fotograficznych w Polsce. 
Zawartość czasopisma stanowiły aktualne wiadomości fotograficzne – w dużej części wiadomości informujące o działalności m.in. Polskiego Towarzystwa Miłośników Fotografii, Polskiego Towarzystwa Fotograficznego i innych stowarzyszeń fotograficznych. Oddzielną część czasopisma stanowiły ilustrowane artykuły o fotografii, estetyce w fotografii, artykuły poświęcone technice i chemii fotograficznej oraz opisy sprzętu fotograficznego (kamery, obiektywy). Wiele miejsca poświęcono na prezentację zdjęć polskich fotografów (do miesięcznika dołączano wkładki – reprodukcje fotografii (na papierze kredowym) polskich artystów fotografów) oraz reklamę nawiązującą do tematyki fotograficznej.
W latach 1925–1932 pierwszym redaktorem prowadzącym Fotografa Polskiego był Stanisław Schönfeld.